# Somme-Vesle
Somme-Vesle település Franciaországban, Marne megyében. Lakosainak száma 346 fő (2022. január 1.). Somme-Vesle Tilloy-et-Bellay, Auve, Courtisols, Herpont, Poix és Saint-Remy-sur-Bussy községekkel határos.

## Népesség
A település népessége az elmúlt években az alábbi módon változott:
| Lakosok száma | 237  | 227  | 221  | 327  | 424  | 428  | 430  | 363  | 357  | 346  |
|               | 1968 | 1982 | 1990 | 2006 | 2013 | 2015 | 2017 | 2019 | 2020 | 2022 |